# Jam!
Jam! Showbiz — канадське інтернет-видання, частина мережі сайтів Canoe.com.
Jam Showbiz став однією з частин канадського інтернет-порталу Canadian Online Exporer (CANOE), який містив останні новини з видань Калгарі, Едмонтона, Оттави та Торонто. На доданок до спортивної секції Slam Sport та бізнесової Canoe Money, Jam Showbiz була присвячена новинам кінематографа, телебачення та театрального життя.
Наприкінці 1990-х та на початку 2000-х років на сайті Jam! Showbiz публікувалися тижневі музичні хіт-паради, створені за технологією Nielsen Soundscan. Пізніше їх замінили чарти, на кшталт Canadian Hot 100, які публікувалися в часописі «Білборд».